# Landbageren
Landbageren er en dansk dokumentarfilm fra 1952 med manuskript af Hans Lassen.

## Handling
Landbagerens arbejde som det var almindeligt i 1870'erne. En mølle var knyttet til bageriet. Man fyrede og bagte på ovnens gulv, "herden". Der vises først bagning af kommenskringler og derefter rugbrødsbagning. Mens ovnen varmes op, æltes rugbrødsdejen i et æltekar, trukket af en hestegang; dejen hæves med surdej. Når ilden i ovnen er brændt ned, rages asken ud, og brødene sættes ind på en "stage". Optagelserne har fundet sted på Bornholm hos bagere, der endnu anvendte de gamle ovne og redskaber.